# Sint-Magnuskerk (Esens)
De Sint-Magnuskerk (St.-Magnus-Kirche) is een lutherse kerk in het Oost-Friese stadje Esens. Het bedehuis werd in de jaren 1848-1854 gebouwd en werd vernoemd naar de heilige Magnus van Trani, wiens gebeente in een schrijn in de voorgangerkerk werd bewaard.

## Geschiedenis

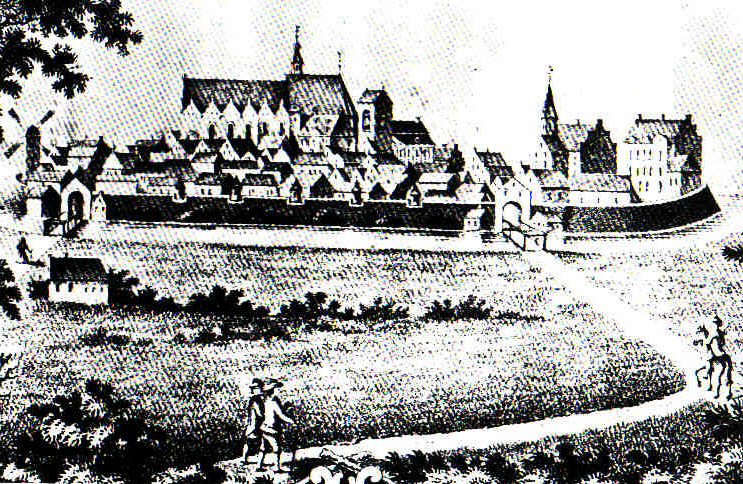
De middeleeuwse kerk van Esens met de vrijstaande klokkentoren op een stadsgezicht van 1714

Het op de rand van de geestgrond gelegen Esens behoort tot de zeer vroeg gekerstende gebieden van het Harlingerland en viel tijdens de middeleeuwen onder het bisdom Bremen. Vermoedelijk werd in Esens rond 1100 begonnen met de bouw van een eerste houten kerk op een opgeworpen verhoging. Friese krijgers die de paus hielpen Rome te verdedigen tegen de Saracenen brachten de relieken van de heilige Magnus naar de HH. Michaël en Magnuskerk te Rome. Vanaf circa 1150 bracht men een deel van het gebeente naar Friesland, waar ze in de kerk van Esens werden vereerd.
De kerk werd in de 13e eeuw door een drieschepige tufstenen kerk vervangen, waar in 1442 een laatgotisch hoogkoor aangebouwd. Oorspronkelijk bevond zich aan de westelijke gevel de toren, maar deze werd kort na de voltooiing van de bouw vervangen door een vrijstaande klokkentoren ten zuidoosten van de kerk. Deze toren werd in 1540 bij de belegering van de stad door troepen van de hanzestad Bremen verwoest en aansluitend weer herbouwd, echter in de 19e eeuw volgde instorting door bouwvalligheid. Daarna werd in 1844 aan het westelijke einde van het schip een toren in de stijl van het historisme gebouwd.
Ook het kerkschip verviel in de loop der jaren meer en meer, zodat het in 1847 gesloopt moest worden. Op de plaats werd vervolgens naar een ontwerp van de Hannoverse kerkenbouwer Friedrich August Ludwig Hellner in de jaren 1848-1854 voor 38.000 rijksdaalders de huidige kerk gebouwd.

## Beschrijving

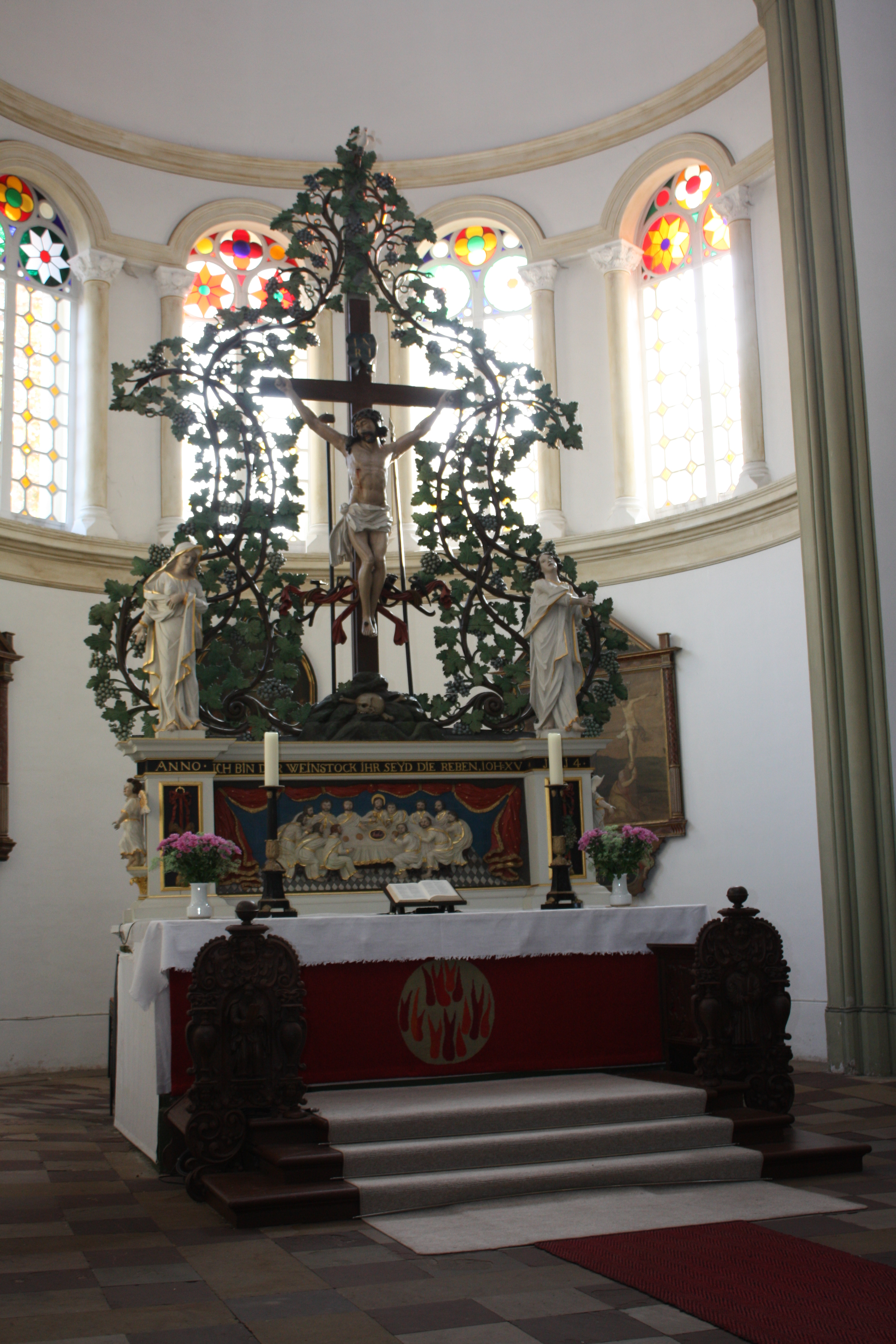
Hoogaltaar

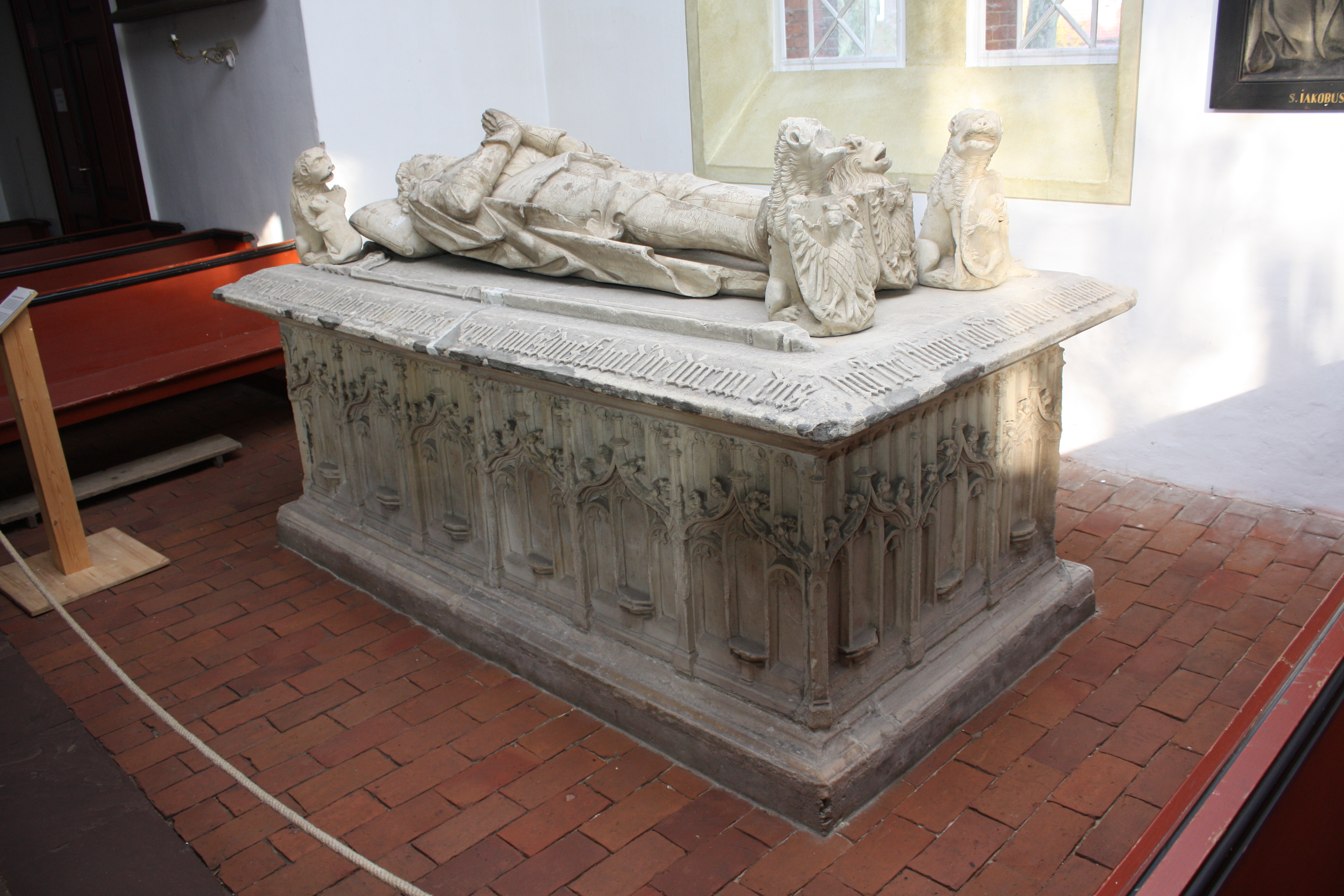
Grafmonument Sibet Attena

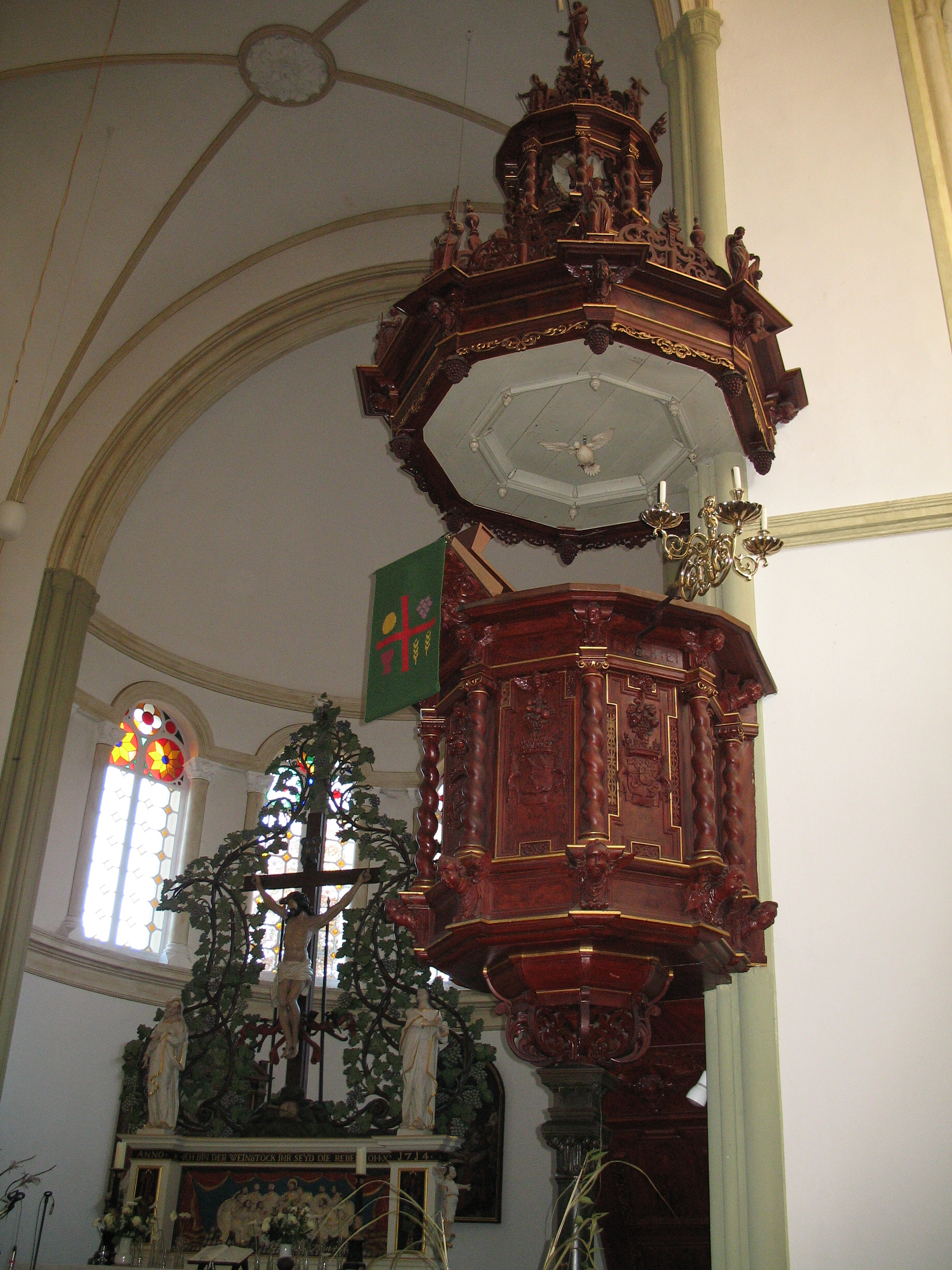
Kansel

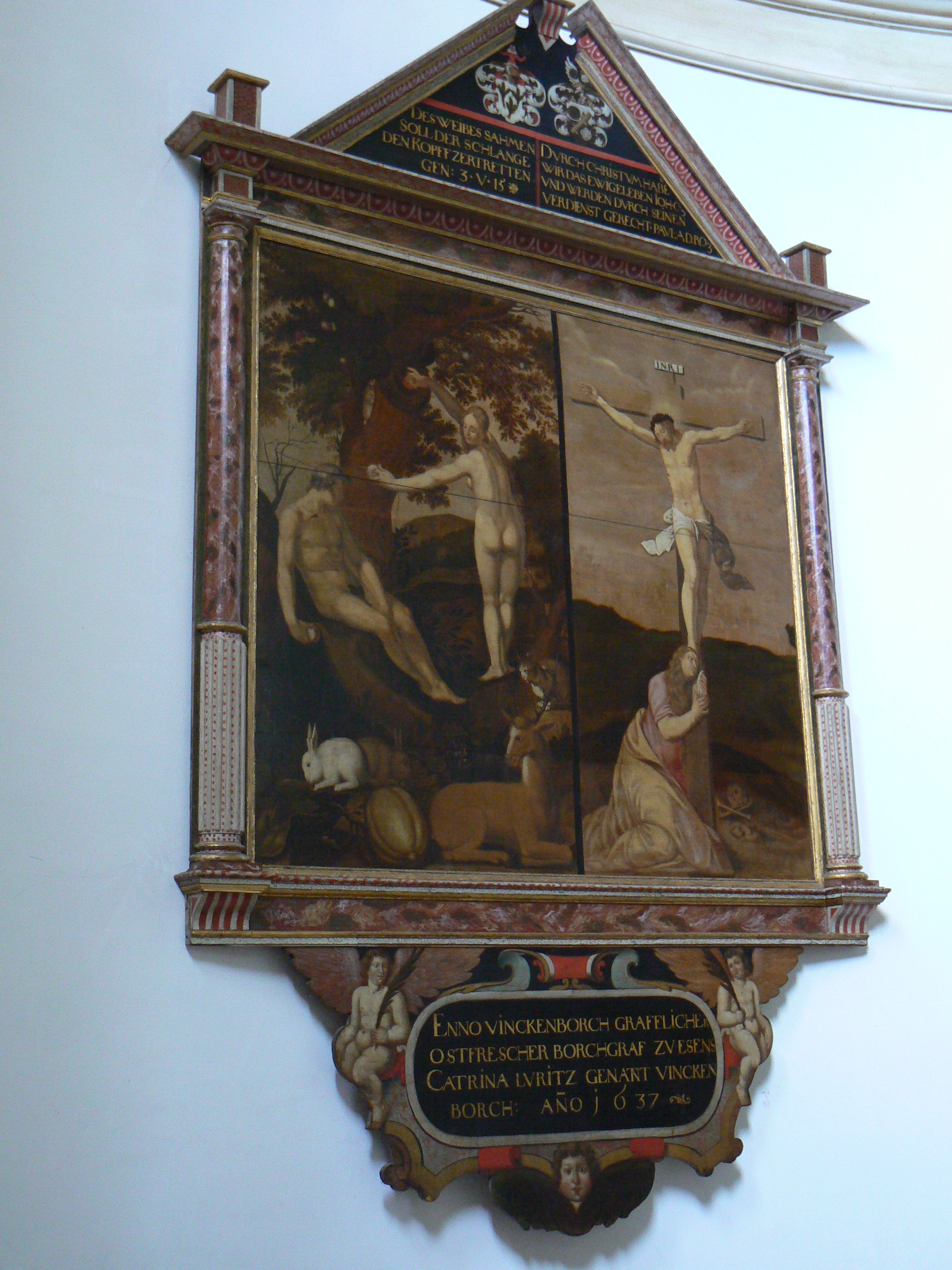
Dubbelschilderij Adam en Evan en de Kruisiging

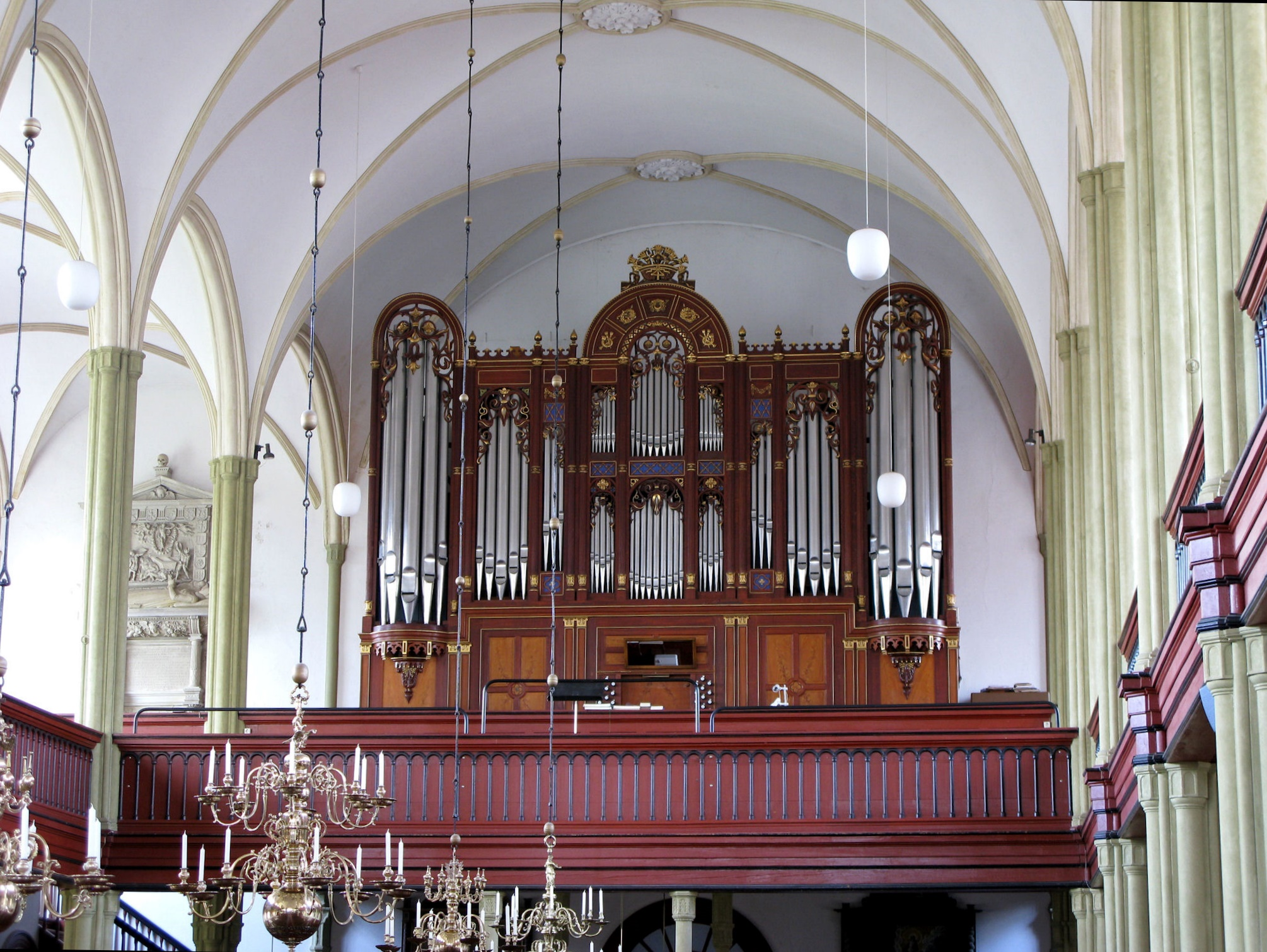
Orgel

De Magnuskerk is een drieschepig gebouw van baksteen met een breed oostelijke transept, waar een apsis aan werd toegevoegd. Het bouwwerk werd opgetrokken in de stijl van het romantische historisme. Hierin versmelten romaanse en gotische kenmerken, hetgeen in Esens vooral aan de apsis is te zien.
Het interieur is als een neogotische hallenkerk vormgegeven. Naar boven toe wordt het door een houten kruisgewelf afgesloten, dat op gietijzeren bundelpijlers rust. Op de zijkanten bevinden zich rondlopende galerijen.

## Inrichting
De inventaris van de kerk is voor een deel afkomstig uit de in de 19e eeuw gesloopte kerk en aanzienlijk ouder dan het gebouw zelf.

#### Kansel
De kansel werd gebouwd door de Esenser houtsnijder Jacob Cröpelin en werd in 1674 gebouwd. De preekstoel gaat terug op een schenking van de drost Timon Johannes von Lintelo en zijn vrouw Anna Maria Dorothea. De kuip is versierd met engelhoofdjes en tussen de gedraaide zuilen met wapens. Oorspronkelijk ondersteunde een houten beeld van Mozes met de stenen tafelen de kuip, maar deze werd vervangen door een eenvoudige gietijzeren zuil. Het klankbord is versierd met beeldjes van profeten en apostelen en wordt bekroond met een voorstelling van de opgestane Heer.

#### Het altaarstuk
Het altaarstuk rust op een zware mensa van zandsteen. De predella werd eveneens vervaardigd door Jacob Cröpelin en toont een reliëf van het Avondmaal. Daarboven bevindt zich een kruisigingsscène uit 1714 van een onbekende kunstenaar, waarboven zich een duif als het symbool van de Heilige Geest bevindt. Onder het kruis staan rechts en links de rouwende beelden van Maria en Johannes. Het geheel wordt opgevuld met gesneden wijnranken.
De kniebanken werden door Hinrich Cröpelin gemaakt en tonen op de wangen Mozes met de Tien Geboden en Maarten Luther met het evangelie in zijn hand en de lutherse zwaan aan zijn voeten.

#### Orgel
Het zuiver mechanische sleepladenorgel werd in de jaren 1848-1860 door de Esenser orgelbouwer Arnold Rohlfs voor een bedrag van 24.000 rijksdaalders gebouwd. Het is zijn grootste instrument en geldt tegelijk als het grootste in de 19e eeuw gebouwd orgel van Oost-Friesland. De orgelbouwer verenigde in het instrument de Noord-Duitse orgelbouwtraditie met stromingen van de romantiek. Het classicistisch-neoromaanse front is een werk van de kerkenbouwer Friedrich August Ludwig Hellner.
In 1917 werden de frontpijpen afgegeven als materiaal voor de wapenindustrie. Ze werden later door zinken pijpen vervangen. Tussen 1980 en 1983 werd het instrument door Alfred Führer uit Wilhelmshaven grondig gerestaureerd.
Het kerkorgel telt 30 registers, verdeeld over twee manualen en pedaal. De voltooiing van het orgel heeft zo lang geduurd, omdat Hellner pas in 1850 het ontwerp voor de orgelkas afleverde.

#### Doopvont
Tot de oudste voorwerpen in de kerk behoort het bronzen doopvont. Het werd in 1474 door Hinrich Klinghe gegoten en is versierd met reliëfs van de kruisiging, diverse apostelen, een reliëf van de doop van Jezus in de Jordaan, een bisschop en enkele evangelisten.
De dragers van het bekken gingen in de loop der tijd verloren en werden rond 1600 door vier houten sfinxen vervangen. Uit dezelfde tijd stamt ook het houten deksel van het doopvont.

#### Sarcofaag Sibet Attena
De laatgotische zandstenen sarcofaag van de in 1473 overleden hoofdeling Sibet Attena stamt eveneens uit de voorgangerkerk en heeft een plaats gekregen in het noordelijke zijschip. De sarcofaag is versierd met kielbogen waaronder consoles zijn aangebracht, waar vroeger ongetwijfeld beelden op moeten hebben gestaan. De overledene wordt op de deksel als een geharnaste ridder voorgesteld.
Aan zijn voeten en op de hoeken van de sarcofaag bevinden zich leeuwen, die wapenschilden dragen.

#### Andere grafmonumenten
Vroeger stond in de voorganger van de huidige kerk ook een grafmonument van de in 1586 overleden gravin Walburga van Rietberg. Het werd in 1790 afgebroken en de beelden kregen in 1791 een plaats aan de gevel van de Jücherstraße 11. In 1995 werden hier op de plaats van de originele beelden kopiebeelden aangebracht. Op verzoek vande kerkenraad werd in 1997 in het zuidelijke schip een reconstructie van het monument opgesteld. De deksel van de houten sarcofaag wordt gedragen door zes kariatiden. De circa één meter hoge beelden stellen de drie theologische deugden Geloof (fides), Hoop (spes) en Liefde (cartitas) voor, alsook de klassieke kardinale deugden Moed (fortitudo), Gerechtigheid (iustitia) en Wijheid (sapientia) of Matigheid (temperantia).
In de oorspronkelijke vorm bleef het epitaaf bewaard, dat graaf Enno III van Oost-Friesland in 1586 voor zijn jong overleden vrouw Walburg van Rietberg liet maken. Het is circa 2,8 meter hoog en van zandsteen gemaakt. Op het epitaaf is de op een sarcofaag liggende overledende te zien. Daarboven bevindt zich een reliëf van de opstanding van Jezus.
Links naast het orgel is het 2,70 meter hoge epitaaf voor graaf Jan II van Rietberg te zien. Het werd in 1562 in opdracht van zijn vrouw Agnes, gravin van Bentheim-Steinfurt, vervaardigd door een onbekende kunstenaar.
Uit de vroegere kerk stammen verder nog een aantal 17e-eeuwse rouwborden.

#### Overig
Drie van de zeven met inschriften versierde kroonluchters hingen reeds in de oude kerk. Aan de zijmuren van het kerkschip onder en boven de galerijen zijn 37 schilderijen van Christus, de apostelen en profeten. Ze werden in 1667 door de plaatselijke kunstschilder Johann Heymann geschilderd. Meer schilderijen uit de middeleeuwse kerk betreffen voorstellingen van het Avondmaal uit de 17e eeuw, een voorstelling van de Kruisiging met Adam en Eva (geschonken in 1637), nog een Kruisiging (geschonken in 1815) en twee grote werken met Oud Testamentische voorstellingen uit de 17e eeuw.
In de 51 meter hoge toren hangen de Mariaklok uit 1475 hangt een Mariaklok uit 1475 (omgegoten in 1844), de Magnusklok uit 1482 (omgegoten in 1728), de Lutherklok (oorspronkelijk uit 1483, omgegoten in 1881, in 1917 afgegeven en in 1975 vervangen) en de Vredesklok uit 1925. In de toren is eveneens een museum ondergebracht.
In het voorste deel van het kerkschip is hangt een Onze-Vader-collage van de kunstenaar Horst Buldt uit het jaar 1998.

#### Kerkschat
Tot het liturgisch vaatwerk behoort een kelk uit circa 1400. Een andere kelk werd in 1715 door de zilversmid Cordt Jürgens Schultze vervaardigd. De 18e-eeuwse kan stamt van de meester Hermann Neupert uit Norden.